# Epiphragma parviseta
Epiphragma parviseta är en tvåvingeart som beskrevs av Alexander 1941. Epiphragma parviseta ingår i släktet Epiphragma och familjen småharkrankar.
Artens utbredningsområde är Ecuador. Inga underarter finns listade i Catalogue of Life.